# Coenotephria homophoeta
Coenotephria homophoeta là một loài bướm đêm trong họ Geometridae.